# 李元方
李元方（619年—629年），唐高祖李淵的第九子，张氏所生。
武德四年（621年），封周王。贞观二年（628年），任命为散騎常侍。贞观三年（629年），李元方去世，年仅十岁，追贈左光禄大夫。無子，封国除。

## 母
《旧唐书》、《新唐书》所记唐高祖诸子生母除李元方母张氏外，皆有妃嫔封号。当时，唐高祖晚年有贵妃张婕妤和尹德妃二人，两人為了巩固地位及自身利益，千方百計巴結討好太子李建成、李元吉，陷害詆毀李世民。而张婕妤与李元方生母张氏是否为同一人，已不可考。

## 传記資料
- 《旧唐書》卷六十四 列传第十四 周王元方传
- 《新唐書》卷七十九 列传第四 周王元方传

## 延伸阅读
[在维基数据编辑]
 《舊唐書·卷64》，出自刘昫《舊唐書》
 《新唐書·卷079》，出自《新唐書》